# 美乃濱學園站
美乃濱學園站（日语：／*/?）是位於茨城縣常陸那珂市平磯町，常陸那珂海濱鐵道湊線的車站。

## 概要
此站附近正在建設一座為沿線地區而設的小中一貫統合校。因此在平磯站至磯崎站之間最近學校的地點中也計劃建設新車站。新站工程由幹線鐵道等活性化工程費資助，由國家（經鐵道·運輸機構）和日本行政區劃的補貼下建設此站。預計在2020年度（令和2年度）啟用。

## 歷史
- 2020年（令和2年）5月25日 - 決定車站名稱為「美乃濱學園站」[2]。
- 2021年（令和3年）3月13日 - 車站啟用。

## 站名的由來
此站位於常陸那珂市內，計劃在2021年4月，把平磯小學、磯崎小學、阿字浦小學、平磯中學、阿字浦中學，一共3所小學、2所中學合併，成為小中一貫校常陸那珂市立美乃濱學園。此站站名取自該學校的名稱。當中「美乃濱」有著「美麗的海（濱）」意思。
另外，此站是令和時代啟用的車站，而令和的典故來自《萬葉集》中。同時萬葉集也有提及磯崎：
《原文》

《書き下し文》

 — 萬葉集， 卷十二 歌編號 3195
因此新學校的名稱便定為「美乃濱」。但是，文中的磯崎其實是指靜岡縣的一個地方。

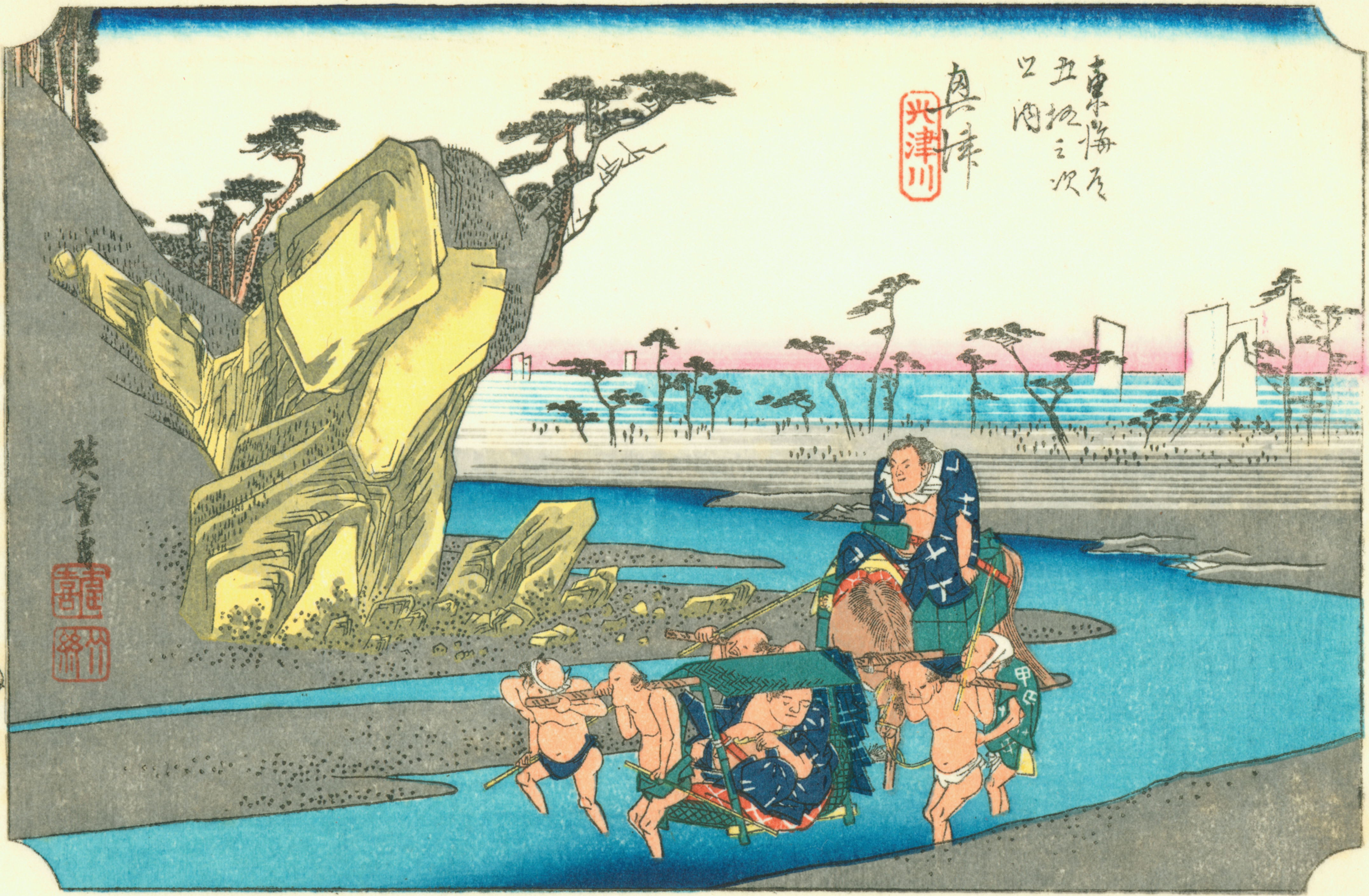
歌川廣重的東海道五十三次興津川。該處鄰近被形容為許奴美之濱

## 車站構造
此站是地面車站，設有1面1線的單式月台。為了安全，月台上設置了固定式防墜欄。

## 車站周邊
- 常陸那珂市立美乃濱學園

## 相鄰車站
常陸那珂海濱鐵道
■湊線
平磯－美乃濱學園－磯崎

## 注腳
1. ↑  . 鉄道建設・運輸施設整備支援機構: 37. 2020  [2020-08-19]. （原始内容存档于2021-04-20） （日语）.
2. 1 2  . 常陸那珂海濱鐵道. 2020-05-25  [2020-05-25]. （原始内容存档于2020-06-02） （日语）.
3. ↑  . ひたちなか市.   [2020-05-25]. （原始内容存档于2021-01-14） （日语）.
4. ↑  . 日本教文社. 2002: 126. ISBN 9784531063673 （日语）.
5. ↑   (PDF). 常陸那珂市教育委員會: 13. 2020-02  [2020-12-17]. （原始内容存档 (PDF)于2020-12-16） （日语）.